# Brimstone
Brimstone és una pel·lícula de western de 2016 escrita i dirigida per Martin Koolhoven, protagonitzada per Dakota Fanning, Guy Pearce, Emilia Jones, Kit Harington i Carice van Houten. La pel·lícula és una producció internacional neerlandesa-estatunidenca, així com francesa, alemanya, belga i sueca. S'ha doblat i subtitulat al català.
Va ser seleccionada per competir pel Lleó d'Or a la 73a Mostra Internacional de Cinema de Venècia el 3 de setembre de 2016, on va causar polèmica. També es va projectar en altres festivals com el Festival de Cinema de Sitges. Es va estrenar als Països Baixos el 12 de gener de 2017, on va tenir molt bona acollida, com a la resta d'Europa i es va estrenar el 10 de març als Estats Units, on va rebre comentaris de la crítica en diversos sentits.

## Sinopsi
Liz és una jove mare que ha estat acusada falsament d'un crim que no ha fet. Intentarà acabar amb els fantasmes del seu passat mentre la persegueix un obsessiu i diabòlic predicador.

## Repartiment
- Dakota Fanning com a Liz
- Emilia Jones com a Joanna
- Guy Pearce com al reverend
- Kit Harington com a Samuel
- Carice van Houten com a Anna
- Jack Roth com a Wolf
- Jack Hollington com a Matthew
- Paul Anderson com a Frank
- Carla Juri com a Elizabeth
- Vera Vitali com a Sally
- William Houston com a Eli
- Bill Tangradi com a Nathan
- Naomi Battrick com al Sam gran
- Ivy George com a Sam
- Justin Salinger com a Doctor
- Frederick Schmidt com a Sheriff Zeke
- Adrian Sparks com al pare de l'Eli
- Joseph Kennedy com el marit de la dona embarassada
- Martha Mackintosh com la dona embarassada
- Hon Ping Tang com a Meng
- Fergus O'Donnell com a Fred Eastman
- Joe David Walters com a clienta de la Sally
- Ad van Kempen com a Arie
- Frieda Pittoors com a Agatha
- Farren Morgan com a Mike
- Charlotte Croft com a Abigail
- Baely Saunders com a Jackie
- Paula Siu com a dona d'en Meng
- Sue Maund com a mare de l'Abigail
- Hans-Joachim van Wanrooij com a Blacksmith